# なかよし (企業)
株式会社なかよしは、秋田県秋田市中通に本社のある化粧品販売の会社。かつては、秋田駅前のなかよしビルを中心に企業グループを形成。数多くの小売り業態を手掛けていた。

## 概要
祖業は玩具販売業であったが、のちに食料品小売に進出。1961年に法人化する。
1974年5月、国鉄秋田駅前に建設した地下1階、地上8階の売り場からなる「なかよしビル（正式名称：なかよしターミナルビル）」に、核テナントとしてジャスコ秋田店が開業。以後、同ビルを中心とする企業グループを形成した。またビルにブルーチップ秋田駅前店を設置した。
1980年11月22日、なかよしビルの近接で施行された秋田駅前再開発事業南地区において完成した秋田ショッピングセンターにイトーヨーカドー秋田店が核店舗として開業した。その際、ジャスコ秋田店は開店時間を1時間繰り上げたほか、野球選手のサイン会を実施するなどの催事を企画。対抗策を講じた。
なかよしビルの隣に建設された秋田ターミナルビルの開業を翌年に控える1985年11月22日、ジャスコ秋田店は専門店業態「パレドゥー」として改装され、商品構成をファッション性の高いものに絞り込んだほか、8階に映画館「シネマパレ」が新たに入った。これによって、ジャスコは秋田市土崎港の東北製鋼跡に進出した土崎ショッピングセンターの核店舗である量販店型のジャスコ土崎港店とパレドゥーのすみ分けを図り機能分担するとした。1987年12月4日にパレドゥーは全面改装され、ジャスコフォーラス事業部が所管する秋田フォーラスとして装いを新た開業した。
1986年11月に中交ホリディスクエアの核テナントとして長崎屋秋田店が出店する際には、食品売り場を運営する「なかよしサンドール」を長崎屋と共同で設立した。このほかエフワンとの提携による紳士服、さらに婦人服や薬店・おもちゃ専門店など数多くの小売り業態を手掛けた。
しかし、その後の市内における大型店の出店などによって競合が激化し経営難となった。このため、なかよしは2007年1月期決算でついに赤字に陥り、2007年12月17日までに民事再生法の適用を申請。倒産した。負債総額は約10億円。これによって長崎屋秋田店に入る「ファミリーストアなかよし山王店」の営業権はマルエーうちや（ジェイマルエー）に譲渡した。また民事再生法の申請を前に、なかよしターミナルビルも同年6月に売却していたと報じられた。
最後にフォンテAKITA内に残った化粧品等販売店「マインなかよし」も2021年6月30日に閉店し、ほぼ事業を営んでいない状態になっている。

## 展開している店舗
- マインなかよし（フォンテAKITA内）- 2021年6月30日閉店

## かつて展開していた店舗

### 食料品
- なかよしビル（秋田市千秋久保田町115[1]、1974年（昭和49年）5月23日開店[7]）

敷地面積約2,844m2、鉄骨鉄筋コンクリート造地下1階地上8階建て、延べ床面積約20,477m2、店舗面積約13,519m2（当社店舗面積約1,551m2）、駐車台数約100台。
ジャスコ（約7,533m2）と共に核店舗として出店していた。
- 第二なかよし（秋田市中通2-11-16[9]、1968年（昭和43年）12月14日開店[9]）

店舗面積800m2
- ファミリーストアなかよし山王店（中交ホリディスクエア・長崎屋秋田店内）→ジェイマルエー山王店（後に長崎屋店に改称）が参入→什器を残し撤退後、長崎屋がドン.キホーテに転換、ドン.キホーテ秋田店の直轄売場に。[要出典]
- ファミリーストアなかよしビル店（なかよしビル・秋田フォーラス内地下1階）→タワーレコードなどが参入し、ビルの食料品からは完全撤退。[要出典]
- ファミリーストアなかよし駅前店（秋田市中通2-8-1秋田ショッピングセンター[8]、1980年（昭和55年）11月22日開店[10]）

敷地面積約4,915m2、鉄骨鉄筋コンクリート造地下1階地上7階建て塔屋2階、延べ床面積約34,586m2、店舗面積約15,809m2（当社店舗面積約1,895m2）、駐車台数約610台。
イトーヨーカドー秋田店（約8,086m2）と共に核店舗として出店していた。
イトーヨーカドー秋田店の直営化→フォンテAKITAのザ・ガーデン自由が丘秋田店→同ザ・ガーデン自由が丘・西武
- ファミリーストアなかよし広面店（秋田大学医学部附属病院近隣）2001年に閉店。しかし、当時のなかよしの役員らが、ぱーくなかよしを設立し営業を引き継いだ。だが、その後に広面地区における競合店の新規進出や既存店増床から経営が悪化。2007年2月に自己破産を申請し経営破綻した。負債総額約1億円[11]。
- （湯沢市大町34[9]、1965年（昭和40年）3月25日開店[9]）

店舗面積297m2

### 衣料品
- 第一なかよし（秋田市中通4-15-3[9]、1961年（昭和36年）12月開店[9]）

店舗面積800m2

#### 紳士服
- エフワンなかよし（秋田ショッピングセンター内）
- エフワンなかよし盛岡店
- エフワンなかよし八戸店

#### 婦人服婦人服
- プラッツなかよし（なかよしビル内）

### 薬品
- ドラッグなかよし山王店（中交ホリディスクエア内）
- ドラッグなかよしビル店（なかよしビル内）
- ドラッグなかよし広面店（ファミリーストアなかよし広面店内）
- ドラッグなかよし駅前店&ピースパーク（フォンテAKITA内）

### おもちゃ
- チャイルドセンターなかよし（旧鎌田会館の隣のビル）